# Конак (село)
Вижте пояснителната страница за други значения на Конак.
Кона̀к е село в Североизточна България. То се намира в община Попово, област Търговище и е на територията на България.

## География
Селото е заселено на хълма до малка котловина, намиращ се между Голямата река (Буюк дере) от запад и десния приток на река Черни Лом от изток. Землището на селото обхваща 22 000 дка ниви, пасища, гори, градини и лозя. Намира се на 19 км южно от Попово, 38 км западно от Търговище и 21 км северозападно от Омуртаг на 300 – 500 м надморска височина. Малка рекичка разделя селото на две части.
Конашкото землище граничи със землищата на селата Априлово, Долна Кабда, Коноп, Моравка, Любичево, Разделци и Долец. Почти през средата на селото преминава и най-краткият път от Попово за Омуртаг и от там за пътен възел „петолъчката“ в близост до градовете Ямбол и Сливен. През 2008 г. пътят през селото е основно отремонтиран.

## Кратка историческа справка
Едно от малкото днешни български села със старо българско (местно) население (хърцои, ерлийци), което директно се свързва със средновековната ни епоха („Шишманово време“ според местните предания).
Съществувало е като голямо село в местността „Юртлука“, на 2 км на юг от днешното, още преди завладяването на българската държава от османските турци. Останките му са разпръснати на около 400 дка земя. Старото му българско име не е известно.
За пръв път новото име на селото се споменава в османски данъчен регистър от 1555 г. – Конак (Конак-ери – място за спирка, за нощуване). В по-късен с няколко десетилетия регистър, в който отново се споменава селото, са записани и стари български лични имена като Манол, Михаил, Драган, Радослав, Петър и др. Едно от най-популярните лични имена през 19-и и 20 век в селото – Желез се среща за пръв път в изворите отново в османски данъчен регистър от 1658 г.
Като село, разположено на важен път по „турско време“, „на опасно и страховито място“, то се е ползвало с известни привилегии. Жителите му били „дербенджии“ – пазели (охранявали) подстъпите към Тузлука от разбойници по пътя, свързващ Цариград, през Одрин с Русе и Шумен с Търново. Те са били длъжни да дават подслон на държавните служители и охрана на пътниците, пътуващи и преминаващи край селото, особено край опасната местност „Бекчията“, намираща се южно от старото село.
До средата на 50-те години на 17 век, то запазва чисто българския си характер. През 80-те – 90-те години на 18 век селището е било опожарено, а населението избито и разпръснато по време на една наказателна акция на властта срещу жителите му. За този погром и до днес има запазена легенда, свързана с ограбването на турската хазна от Черньо войвода в близост до старото село Конак. Част от оцелелите и завърнали се обратно „коначени“ създали днешното село на мястото на една гора, скрито в малка долина („скрито село“). По време на Руско-турската война от 1828 – 1829 година селото е заселено с български бежанци от Лозенградско.
Старата църква, изгорена през 1877 г. по време на Освободителната война, е била построена през 1850 г. Килийно училище селото е имало от 1859 г., останките от което бяха запазени в северната част на църковния двор. Сегашният църковен храм „Св. Архангел Михаил“, датира от 1879 г. и е обявен за архитектурен паметник от Възраждането, но отдавна се нуждае от основен ремонт за да стане отново действащ и привлекателен за православните християни. Построен е на мястото на опожарената по-стара църква. До 2011 г. той е част от Търговищка духовна околия, Варненска и Великопреславска света митрополия, след тази година е включен към Русенската епархия (Поповска духовна околия).
През 60-те години на 19 век в селото се заселват и няколко семейства от Еленския Балкан. Един от тези заселници поставя началото на родът „Авджувте“ (Авджиеви) в селото.
През 1877г. руските войски минават през Конак. Жителят на селото Илия Русев Коджаманов е изпратен в помощ на руските войски, които водят боеве в село Аязлар (сега Светлен - Поповско). а да се придвижат по посока град Осман пазар (Омуртаг), Илия Русев Коджаманов е помагал с познанията си за издръжливостта на мостовете, по които трябва да минат руските войски и оръдия при придвижването им. В знак на благодарност за оказаното съдействие руският офицер подарява на Илия Русев Коджаманов два коня, които при пристигането му в селото са му отнети от кмета на Конак в полза на кметството.
Освобождението заварва селото с почти еднакъв брой мохамедански и християнски семейства – около 120 къщи. Жителите на селото са представители на най-западната част от източнобалканската (преславско-шуменската) етнографска група от старото местно население, които се родеят с хората от Омуртагския край. С намаляване на значението на селото след 1900 г. и оставането му встрани от главните пътища, започва и постепенното намаляване и на неговите жители.
Едно от малкото села в България, което е именувало и номерирало улиците и домовете си още в началото на 20 век, като „Черковна“, „Срещна“, „Училищна“, „Сърта“, „Хутул-махле“. В началото на 20 век има преселническа вълна към околните села Горна Кабда, Светлен и др., както и към градовете Попово и Търговище. И сега в Търговище и Попово има много стари фамилии с произход от това село.
Днес в село Конак живеят малко над 100 възрастни жители – българи, източноправославни християни и почти всички са прехвърлили 70 години. В селото живее само едно турско семейство, роми изобщо няма.
Старите селски местни родове в близкото минало били: Дражоолувци, Дянкови, Златорови, Караколеви, Коджаманови, Каратанасовци, Кирчоолар, Мариноолувци, Михоолувци, Михневи, Теневи, Саръкалпаковци, Женковте-желюви, Авджувте (преселници от Балкана преди Освобождението) и др.
През последните години интерес към селото проявяват и жители на големите български градове, като София, Варна, Русе, Търговище, които закупуват и обновяват имоти поради чистата, красива природа и патриархалното спокойствие там. Напоследък къщи в Конак са закупили граждани на чужди държави: Великобритания (две семейства); Франция; Ирландия.

## Загинали жители на селото във войните за национално обединение
Село Конак няма специален войнишки паметник. За сметка на това по много стар обичай близките на загиналите по време на войните войници от селото са поръчали паметници като за нормално починали хора – каквито се поставят върху гробовете. Поради липса на гробове, тези паметници са поставени в двора на църковния храм, западно от входа му. Там техните близки са ходили на поклонение пред паметта на войниците. На тях освен имената на загиналия, рождената му дата е изписано и военното подразделение и лобното място на войника. И до днес са запазени дузина паметници от Балканската и двете световни войни. Информация за загиналите във войните за обединението на България жители на селото черпим от запазените и до днес регистри за раждане и смърт, поддържани на времето в селските кметства и от излязъл от печат цитиран по-долу справочник „Българийо, за тебе те умряха“.
На трети август 1944г. Иван Илиев Коджаманов - ремсист е застрелян от български фашисти. Там, където е убит, е поставен паметник. В центъра на селото е имало бронзов паметник, но сега е силно повреден.

### Загинали жители на с. Конак по време на Балканските войни[3]
1. р-к Бони Тенев – 43-ти пехотен полк, 14-а рота, 22.11.1912 в 1-ва полска болница на 4-та пехотна Преславска дивизия в лагера до с. Субачево (Субашкьой – Източна Тракия).
2. р-к Георги Василев Жеков – (26 г.), 19-и пехотен Шуменски полк, 12-а рота, 26.11.1912 от холера в 3-та подвоенна полева болница към 9-а пехотна Плевенска дивизия.
3. р-к Господин Петров Господинов – (набор 1908), 19-и пехотен Шуменски полк, 12-а рота, 10.10.1912 при с. Петра, Одринска Тракия, от куршум в сражението срещу турците.
4. р-к Господин Панайотов Господинов – (26 г.), 19-и пехотен Шуменски полк, 12-а рота, 16.10.1912 при с. Караагач, Одринска Тракия, в сражение срещу турците от куршум в гърдите.
5. р-к Драгни Петров Драгнев (25 г.), 19-и пехотен Шуменски полк, 12-а рота, 08.07.1913 при връх „Големи“ от куршум в сражение срещу сърбите по време на Междусъюзническата война.
6. р-к Илия Владев Маринов (набор 1904), 19-и пехотен Шуменски полк, 12-а рота, 16.10.1912 при с. Караагач, Одринска Тракия, от куршум в сражение срещу турците.
7. р-к Илия Господинов Бояджиев – 3-та балканска пехотна дивизия, 21.06.1913 при гр. Дойран.
8. р-к Илия Станчев Минчев – (43 г.), санитар 44-та полска болница, 05.11.1912 от холера в полевата болница на 4-та пехотна Преславска дивизия в лагера при с. Ерменково.
9. р-к Петър Рахнев Дражев (32 г.), 19-и пехотен Шуменски полк, 12-а рота, 25.06.1913, северозападно от връх „Големи“ от шрапнел в сражение срещу сърбите по време на Междусъюзническата война.
10. р-к Теню Михайлов – убит на 24.11.1912 при атаката на турската укрепена позиция при Чаталджа, Одринска Тракия.
11. р-к Теню Христов Авджиев – (37 г.), (преселен в с. Горна Кабда – 1902 г.), (набор 1896), 6-и артилерийски полк, допълваща батарея, 6.01.1913 във Военната болница на гр. Сливен от раните си.

### Загинали жители на с. Конак по време на Първата световна война[4]
1. ст. подофицер Йорго Драгнев Йоргов – (набор 1910), 19-и пехотен Шуменски полк, 15-а рота, 20.10.1916 при с. Каваклий, Меджидийска околия, Северна Добруджа, северно от селото.
2. ст. подофицер Георги Йоргов Маринов – набор 1911, 19-и пехотен Шуменски полк, 1-ва картечна рота, 4 януари 1917 при с. Джижила, Мачинска околия, Северна Добруджа.
3. мл. подофицер Панайот Жечев Неделчев – (набор 1903), 19-и пехотен Шуменски полк, 15-а рота, 20.10.1916 при с. Каваклий, Меджидийска околия, Северна Добруджа, северно от селото.
4. ефр. Димитър Труфев Жеков – (33 г.), 19-и пехотен Шуменски полк, 15-а рота, 15.10.1916 при с. Каваклий, Меджидийска околия, Северна Добруджа.
5. ефр. Стефан Илиев Златуров – (набор 1911), 19-и пехотен Шуменски полк, 15-а рота, 06.09.1916 в м. Бобла при с. Дайдър (дн. Шуменци), Тутраканско в сражение срещу румънците.
6. Стоян Михов Дочев – (набор 1916), 15-и артилерийски полк, 4-та батарея, 20.09.1916 при с. Кьоселер, Добруджа в сражение срещу румънците.
7. р-к Александър Станев Вичев – 82 пехотен полк, 11-а рота, 25.06.1918 от болест в Поповската държавна болница.
8. р-к Александър Христов Вълчев – 48-и пехотен полк, 05.06.1916 при превземането на Тутракан.
9. р-к Ангел Станев Маринов – (22 г.), 6-и пехотен Македонски полк, 9-а рота, 23.10.1915 при Криволак, Македония в сражение срещу войските на Антантата.
10. р-к Атанас Юрданов Петров – набор 1909, 19-и пехотен Шуменски полк, 12-а рота, 31.12.1916 при с. Циганка, Мачинска околия, Северна Добруджа, пред пчелините на селото.
11. р-к Васил Стоянов Кюранов – набор 1902, 19-и пехотен Шуменски полк, 15-а рота, 12.08.1917 в болницата на Сборната дивизия от рани.
12. р-к Влади Димитров Маринов – (22 г.), набор 1915, 7-и пехотен Преславски полк, 15-а рота, 05.09.1916 при Тутракан в сражението за града срещу румънците.
13. р-к Господин Петров Господинов – (19 г.), набор 1916, 38-а допълваща дружина, 2-ра рота, 18 януари 1917 в болницата на Хасково от туберкулоза.
14. р-к Дечо Драгнев Драгнев – набор 1914, 47-и пехотен полк, 6-а рота, 29.09.1916 в Добрич от болест.
15. конник Дечо Илиев Дянков – (27 г.), 10-и конен полк, 14.09.1916 при с. Айтос, Леринска околия, Македония, от куршум в сражение срещу войските на Антантата.
16. р-к Димитър Бонев Нейков – (набор 1906), 19-и пехотен Шуменски полк, 15-а рота, 16.03.1917 от рани в болница в Търговище.
17. р-к Димитър Петров Златоров – 19-и пехотен Шуменски полк, 1-ва картечна рота, 12.08.1917 на позициите при с. Максинени, Браилска околия, Северна Добруджа.
18. р-к Драгни Рахнев Бояджиев – 19-и пехотен Шуменски полк, 3 януари 1917 при с. Джижила, Мачинска околия, Северна Добруджа.
19. р-к Желю Василев Друмев – (20 г.), 48-и пехотен полк, 12-а рота, 19.09.1916 при с. Качамак, Северна Добруджа в сражение срещу румънците.
20. р-к Илия Андонов Вълчев – (40 г.), набор 1894, 48-и пехотен полк, 10-а рота, 04.10.1916 в болницата в Добрич от болест.
21. р-к Илия Юрданов Петров – набор 1906, 19-и пехотен Шуменски полк, 15-а рота, 31.12.1916 при с. Циганка, Мачинска околия, Северна Добруджа.
22. р-к Марин Юрданов Железов – (20 г.), набор 1915, 4-та Преславска дивизия, сборна команда, 16.05.1917 при град Бабадаг, Северна Добруджа от болест в 1/6 запасна болница от бронхит.
23. р-к Петър Златев Маринов – (27 г.), набор 1909, 19-и пехотен Шуменски полк, 15-а рота, 21.10.1916 при с. Гювенлии от огнестрелна рана в корема в полевата болница в селото.
24. р-к Рахни Колев Дянков – 48-и пехотен полк, 8-а рота, 07.09.1916 от рани, получени в сражение срещу румънците при с. Дайдър (дн. Шуменци), Тутраканско, в превързочния пункт в селото.
25. р-к Христо Петров Железов – (набор 1912), 19-и пехотен Шуменски полк, 9-а рота, 20.10.1916 при с. Кубадин, Меджидийска околия, Северна Добруджа.
26. р-к Христо Тенев Пиндалов – (43 г.), санитар в 4-та женска болница, 29.09.1918 в 5-а местна болница в София от болест.

### Загинали жители на с. Конак по време на Втората световна война[5]
1. р-к Дечо Господинов Йорданов – род. 01.10.1919, (на 25 години), от 3-та дивизионна картечна дружина, 3-та пехотна рота, 10.10.1944 при връх Стража, Крива паланка, днес Северна Македония в сражение срещу германците от куршум.
2. р-к Никола Атанасов Колев – род. 18.05.1914, (на 30 години), загива при с. Вилево, дн. Хърватско (или при с. Долни Михоляц, ок. Осиек), в хода на Дравската операция, 18.04.1945 г.
3. р-к Станю Петров Станев – род. 4 януари 1920, (на 24 години), от 5-и дивизионен артилерийски полк, батарея 14/ III, 06.11.1944 при с. Мърдаре, Подуевска околия в сражение срещу германците от рана от снаряд.

## Религии
- Християнска (източноправославна) – силно преобладваща;
- Мюсюлманска – в селото живеят само няколко български мюсюлмани;

## Обществени институции
- Кметско наместничество;
- Народно читалище „Виделина“;
- Църковно настоятелство;

## Културни и природни забележителности
- В землището на селото има следи от антично селище и от могилни некрополи от трако-римската епоха;
- Местността „Юртлука“, намираща се на около 2 км югоизточно над селото, в близост до пътя за гр. Омуртаг. В миналото там са намирани следите от старото село Конак, отпреди опожаряването и разпръсването му от турците;
- Църковният храм „Св. Архангел Михаил“, построен през 1850 г. и възстановен през 1879 г. след опожаряването му. Храмът не е действащ и не е в много добро състояние;
- Паметникът на ремсиста Иван Коджаманов, издигнат на лобното му място в селото;
- Река Черни Лом – от землището на селото извира река Черни Лом (десният ѝ ръкав);
- В гробището на село Конак все още има запазени надгробни паметници от камък, в типичния за ранното възраждане стил на маркиране на мъжките и женските гробове;

## Редовни събития
Няма.

## Личности
- Кара Кольо - дервентджия;
- Атанас Драгнев (1888 г.) – кмет на град Търговище;
- Йордан Станев Железов - кмет на селото, известен гъдулар;
- Илия Иванов Коджаманов - първи председател на ТКЗС след 09.09.1944г. (1950-1952);
- Кирил Рахнев - втори председател на ТКЗС (1952-1954);
- Станчо Йорданов Станев – трети председател на ТКЗС (1954-1956);
- Йордан Станчев Йорданов – електроинженер /ВМЕИ/ и икономист /УНСС/ - Директор на Завод „КОМЕЛ“ и Директор в ДСО „ЕМГЕ“ – София (до 1992); Директор в ЦКБ АД (след 1992 г.): Автор на „Методика за проектиране и оценка на инвестиционни проекти за МСП“.: Преподавател по „Инвестиционно проектиране и банково кредитиране“.
- Марин Цветанов – полковник от БНА, о.з.;
- Христо Йорданов - офицер БНА;
- дипл.инж. Марин Николов Караколев (06.12.1929-01.01.1988) – машинен инженер-конструктор; ръководител на екипа, изобретил станока за автоматично заваряване на кранови греди в завод „Христо Смирненски“ – София (1960); директор по качеството в Комитета по тежко инвестиционно машиностроене (1980 – 1986);
- дипл.инж. Николай Маринов Караколев - електроинженер; изпълнителен директор по техническите въпроси на „Софарма“ АД (1997-2003);
- дипл. инж. Янка Маринова Караколева - Божилова - машинен инженер-конструктор в Технологичния комбинат за електрокари и робокари „Шести септември“ - София, съавтор на първата в България компютърна програма на „Фортран 77“ за намиране на центъра на усилието за щанцоване на контур (1989г.);
- Васил Радославов - скулптор, автор и изпълнител на скулптурни композиции в редица градове, както и на грандиозната скулптура „Альоша“ в Пловдив;
- Радослав Николов Радославов - гъдулар, солист в ансамбъла на Филип Кутев;
- Йордан Николов Радославов - дългогодишен служител на МВР - Търговище;
- Стоян Конаклиев - известен художник и скулптор, автор на герба на Търговище;
- Д-р Господин Матеев Димов - известен лекар;
- Мария Дечева Господинова - Калинкова - р.1943 - дъщеря на редник Дечо Господинов Йорданов - завършила Московския държавен университет;
- Д-р Иван Христов Иванов (7.10.1922 - 15.06.1998) - известен офталмолог и очен хирург в Бургас;
- Маргарита Христова Иванова - учителка, бивш заместник-директор на столично училище;
- Боньо Димов - фелдшер в Смядово;
- Д-р Милен Бонев Бонев - известен анестезиолог, работи в Барселона  - син на Боньо Димов;
- Полковник Господин Атанасов Господинов- командир на артилерийски полк (1932 -1987)